# 浙江省档案馆
浙江省档案馆是浙江省直属国家综合档案馆，中华人民共和国国家一级档案馆，浙江省档案的保管基地，是参照公务员法管理编制的事业单位。一个机构两块牌子，加挂浙江省档案局牌子作为浙江省全省档案工作的主管单位。其2019年单位预算是人民币7243.93万元。

## 场馆设施
浙江省档案馆位于杭州市丰潭路409号，档案馆有一座主楼和两座侧楼，主楼共三层，其中第一第二两层用于公众展览，第三层除了展览外，还设有档案阅览室，供公众查询档案之用。档案馆门前的草坪上设有四根石柱，其中一根刻有“浙江省档案馆”，另有一根刻有浙江省档案馆的馆赋。

## 历史沿革
浙江省档案馆于1956年开始筹备。
1959年5月3日，浙江省档案管理处成立，后成立筹备科，负责筹备档案馆建设事宜，时任档案管理处处长赵文祥，筹备科科长汪小雄，编制共5人。后迁入石莲亭5号，当时为了馆藏15万卷档案，修建了1100平方米的库房。
1963年2月20日，转制为浙江省档案管理局，同年编制《浙江省档案馆十年规划（1963年～1972年）》。
1964年6月5日，浙江省档案馆正式成立，当时编制为5人，扩编为馆长、副馆长各一人，加上11名工作人员共13人的编制。
1965年6月5日，浙江省档案馆由行政编制转为事业编制，其经费划为科学文化类支出。
1983年，浙江省档案馆迁入杭州市曙光路45号。
1998年9月，通过国家档案局考评，定为国家一级档案馆。
2017年6月，迁入杭州市丰潭路409号，总建筑面积5.32万平方米的新馆。

## 馆藏档案
浙江省档案馆管藏档案包括纸质、声像、书画、印章、电子文件等媒介。藏有文书档案、科技档案、会计档案、声像档案、人物档案、实物档案等多种档案类型。
截止2017年底，浙江省档案馆藏有296个全宗。包括纸质档案872598卷337404件，其中清代档案3353卷（件），民国时期档案123594卷，革命历史档案3398件；照片、声像档案52万张（盘），资料138106册（期）。其中已向社会开放档案231093卷。
浙江省档案馆现存最早的档案是1738年清代浙江巡抚请安折。同时浙江省档案馆收藏的《汤寿潜与保路运动档案》《茅以升与「钱塘江大桥工程」档案》与《浙江抗日军民救护遇险盟军档案》等入选中国档案文献遗产名录。

### 档案种类
浙江方志：浙江省档案馆藏有全省通志，浙江各地府州县的地方志等。主要保存方式是刊印本和缩微胶片复制本。其共计有292种，934册，其中包括宋朝9种、元朝3种、明朝39种、清朝114种、余下为民国及当代各个时期的方志。
地方报纸：浙江省档案馆馆藏报纸共400余种，包括刊本4700余册，缩微胶片复制件240余盘。最早收藏从1897年至1994年。其中包含清代出版的8份浙江省地方报纸的微缩胶片复制本，民国时期报纸150多种，以微缩胶片复制本为主。亦藏有革命根据地报纸30种，中华人民共和国成立后报纸200多种。
资料：浙江省档案馆馆藏资料主要分为中华民国和明清时期的浙江省当地政府机关的历史资料，以及中国共产党革命史资料和中华人民共和国时期的资料。
光盘：据2015年数据，浙江省档案馆馆藏光盘共12239盘。
照片：浙江省档案馆馆藏照片档案共1624册，490235张，底片14178张。从1922年至2012年都有。
印章：浙江省档案馆馆藏印章2975枚。最早藏有1914年的印章。

## 公共服务
浙江省档案馆按照中华人民共和国档案法向公众开放共和国时期的档案。明清时期和民国时期的档案接受公开查询。

### 数字化查档
浙江档案服务网是浙江省档案馆的开放在线查询平台，中国大陆境内公民可通过浙江政务服务网的统一认证系统登陆并提交查档请求。浙江省档案馆亦提供微信小程序「掌上查档」开放给公众查档使用。

### 跨区域查档
2018年1月12日，浙江省全省档案馆长会议在杭州召开，宣布开通了浙江档案服务网，可以通过网络在查询全省各地市档案馆保存的综合涉及民生的档案，婚姻登记、劳模、职称、出生医学证明档案以及其他列为开放的档案。同时宣布了和贵州签订档案跨省异地查询协议，以及和苏、沪、皖签订异地查档意向书的消息。
浙江省档案馆是长三角民生档案异地查档的参与单位，受理跨行政区查查询苏浙沪皖请求，其馆藏民生档案可以在沪苏浙皖四省市辖区内档案馆查询。作为《长三角地区一体化发展三年行动计划》的一部分，该项目由上海市档案局牵头，会同江苏、浙江、安徽档案局签订《开展民生档案“异地查档、便民服务”工作合作协议》。可查询的民生档案范围有学籍、知青下乡、户籍、结婚登记等。

## 组织机构

### 地方档案馆
- 杭州市档案馆
- 宁波市档案馆
- 温州市档案馆
- 湖州市档案馆
- 嘉兴市档案馆
- 绍兴市档案馆
- 金华市档案馆
- 衢州市档案馆
- 舟山市档案馆
- 台州市档案馆
- 丽水市档案馆

### 内设机构
- 办公室
- 管理利用处
- 电子档案管理处
- 技术保护处
- 征集编研处
- 宣传文化处
- 人事处

### 直属单位
- 省电子政务数据灾难备份中心
- 《浙江档案》杂志社
- 浙江省档案事务所

## 领导班子

### 现任主要领导
- 李波，中国共产党浙江省委员会副秘书长、省档案局长、馆长，主持馆全面工作。[22][23]
- 胡元潮，副馆长，负责接收保管利用、组织人事、机关党建、纪检、意识形态工作。分管管理利用处、人事处、机关党委、《浙江档案》杂志社。[22]
- 张明决，一级巡视员，负责文秘、行政、财务、档案编研、档案文化建设工作。分管办公室、征集编研处、宣传文化处、省民间档案文献收藏研究会。[22]
- 吴新宇，馆务会议成员、人事处处长、二级巡视员，负责主持人事处工作，分管省档案事务所，协助分管领导联系学术研究工作。[22]

## 出版物

### 刊物

#### 《浙江档案》
浙江省档案馆是中华人民共和国全国中文核心期刊《浙江档案》主办单位，《浙江档案》杂志社是该馆直属事业单位。《浙江档案》杂志创刊于1978年7月，由浙江省档案局、浙江省档案馆和浙江省档案学会主办。1992年入选中华人民共和国全国档案学、档案事业核心期刊。

### 图书
《记忆浙江》系列
- 《记忆浙江·2018》，浙江省档案局、浙江省档案馆编；红旗出版社；2018年12月。[26]
- 《记忆浙江·2017》，浙江省档案局编；红旗出版社；2017年12月。[27]
- 《记忆浙江·2016》，浙江省档案局编；红旗出版社；2016年12月。[28]
- 《记忆浙江·2015》，浙江省档案局编；红旗出版社；2015年12月。[29][30]
- 《记忆浙江·2014》，浙江省档案局编；红旗出版社；2014年12月。[31]
- 《记忆浙江·2013》，浙江省档案局编；红旗出版社；2013年12月。[32]
- 《记忆浙江·2012》，浙江省档案馆编；红旗出版社；2012年12月1日。[33]
- 《记忆浙江·2011》，浙江省档案馆编；红旗出版社；2012年1月10日。[34][35]

《浙江省各级综合档案馆馆藏精品介绍》系列
- 《浙江省各级综合档案馆馆藏精品介绍》（第三辑），浙江省档案局编；浙江大学出版社；2017年12月。[36]
- 《浙江省各级综合档案馆馆藏精品介绍》（第二辑），浙江省档案局编；浙江大学出版社；2016年11月。[37][38]
- 《浙江省各级综合档案馆馆藏精品介绍》（第一辑），浙江省档案局编；浙江大学出版社；2015年6月。[39]

其他图书
- 《档案时空——浙江省档案馆珍品诠释》，浙江省档案馆编；浙江人民出版社；2015年11月。[40]
- 《浙江省档案馆指南》，浙江省档案馆编；浙江大学出版社，2013年11月。[41]
- 《中国档案精萃·浙江卷》，浙江省档案馆编，2012年。[42]
- 《辛亥浙江写真》，浙江省档案馆编。[43]
- 《浙江省档案馆馆藏名人手迹》，浙江省档案馆编；浙江人民出版社；2006年12月。[44]
- 浙江省档案馆; 中共浙江省委员会党史研究室 (编). . 中共党史出版社. 1995: 816. ISBN 7800238857.
- 浙江省档案馆 (编). . 浙江人民出版社. 1985.

## 脚注
1. ↑  来自某个机构的全部资料，即为档案学意义上的全宗。
2. ↑  行政意义上的长三角指上海、江苏、浙江和安徽三省一市。
3. ↑  《浙江档案》杂志，国内刊号：CN33-1055/G2，国际刊号：ISSN1006-4176。国外发行代号为M4735。编辑部电话：0571—87053538；投稿邮箱：zjda_001@163.com。

### 相关法规
- . 维基文库 （中文）.
- . 维基文库 （中文）.
- . 维基文库 （中文）.